# 統計師
統計師是指从事統計理论或统计应用工作的人。統計師通常将统计知识与其他学科的專業知识相结合。私营部门和公共部门會聘請一名統計師為正式僱員，統計師也可以前往私营部门和公共部门兼職，充當一名统计顾问。在美国，統計師一般擁有统计专业或相关领域的硕士学位或博士学位。